# Egan (Luizjana)
Egan – jednostka osadnicza w Stanach Zjednoczonych, w stanie Luizjana, w parafii Acadia.